# عاكس مرجع
العاكس المُرْجِع العاكس الخلفيّ أو العاكس الرَّجعيّ (بالإنجليزية: retroreflector. وَأحيانًا يُسمّى: retroflector أو cataphote)، هو جهاز أو سطح عاكس للضوء مُعيدًا إيَّاه إلى مَصدره بقليلٍ من التَّبَعثُر. وَهو مقدمة موجة كهرومغناطيسية تعود مُنعكسةً على طول مُتَّجِهٍ ويكون موازيًا وَلكن مُغايرًا لاتِّجاه مصدر الموجة. إنَّ زاوِيَةُ الوُرود الّتي يعكس بها الجهاز أو السّطح هي أكبر من الصفر، بعكس المرآة المستوية الَّتي تعكس فقط إن كانت مُتعامدةً تمامًا مع مقدّمة الموجة، ولها زاوية ورود مُساوية للصفر.

## أنواعه
هناك طرق عديدة للحصول على عاكسٍ خَلفيّ:

### عاكس ركني

مبدأ عمل العاكس الركنيّ.

مقارنة تأثير العاكسان الخلفيّان الركني (1) والكرويّ (2) على ثلاثة أشعّة ضوئيّة. رسمت الأسطح العاكسة بالأزرق الغامق.

مجموعة من ثلاثة أسطح عاكسة متقاطعة عاموديًّا، موضوعة بحيث تشكّل ركن مكعب، وتعمل كعاكس خلفيّ. الموجِّهات الثلاثة الموافقة لحواف الركن تشكّل الأساس (س، ع، ز) بحيث تمثّل اتِّجاه الشُّعاع الاعْتِباطِيّ القادم، [أ، ب، ت]. عندما ينعكس الشُّعاع عن الجانب الأوَّل، فالنقل أنّه س، عندها ينقلب مكوِّن الشُّعاع س والَّذي هو أ ليصبح -أ بينما يبقى المكوّنان ع وَز ثابتين. ولذلك، بينما تحدث انعكاسات الشُّعاع بدايةً من الجانب س ثمَّ الجانب ع وانتهاءً بالجانب ز ينتقل الشُّعاع من [أ، ب، ت] إلى [-أ، ب، ت] إلى [-أ، -ب، ت] وصولًا إلى [-أ، -ب، -ت] ويُغادر الركن بانعكاس تامّ لمكوّناته الثّلاثة نحو مصدرها.
للعواكس الرُّكنيّة (Corner reflector:عاكِس رُكنيّ(1)) تشكيلتين. في أكثر أشكالها شيوعًا، الركن هو حرفيًّا الركن المقتطع من مكعب لمادّة شفّافة مثل الزُّجاجٌ البَصَرِيّ. وفي هذه البُنية، يحدث الانعكاس إمَّا بالانعكاس الكلّي الداخليّ أو بطلاء الأسطح الخارجيَّة للمكعب بالفضّة. ويستخدِم الشّكل الثّاني مرايا مُسطّحة متعامدة تحيط بمساحة من الهواء. ولهذين النّوعين خواص بصريّة مُتشابهة.
يمكن تكوين عاكس خلفيّ كبير نسبيًّا بدمج العديد من العواكس الركنيّة الصغيرة، باستخدام تبليط سداسي قياسيّ(أو تسمّى: ترصيع بالفسيفساء السداسية).

### عين القط

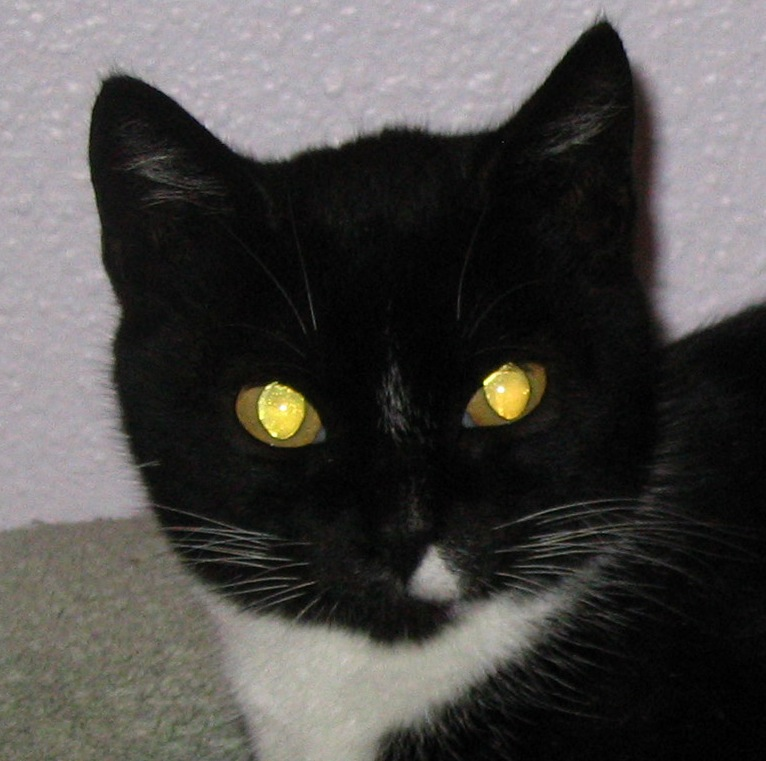
بريق عين من العواكس الخلفيّة لنوع كرويّ شفّاف، وهو مَرئيّ بوضوح في عين القطّ هذه.

هو نوع آخر شائِع من العواكس الرَّجعيّة، يتألَّف من عناصر بصريّة عاكِسة ذات سطحٍ عاكس مُرَتَّب بحيث يتطابق السَّطح البُؤْرِيّ للعنصر العاكِس مع السَّطح العاكس؛ الّذي يكون عادةً كرة شَفّافة و(اختياريًّا) مِرآة كُرَويَّة. يمكن تحقيق هذا التَّأثير في التَّقريب المُجاوِر للمِحور بأقلّ تَباعُد باستخدام كرة شَفّافة وحيدة عندما تكون قرينة انكسار المادَّة أكثر بواحدٍ عن قرينة الانكسار نi للوَسَط (البيئة) من حيث وَرَدَ الإشعاع (نi تساوي حوالي 1 في الهواء). في هذه الحالة، يتصرَّف سطح الكرة كمرآة كُرويَّة مُقَعَّرَة ذي انْحِناءٍ مُناسِبٍ للانعكاس المُرجِع. عمليًّا، قد تكون قرينة الانكسار المُثْلَى أقل من نi+1≅2 وذلك بسبب عوامل عديدة. من المُفَضَّل أحيانًا في العاكِس الواحد أن يكون الانعكاس المُرجِع ناقصًا (غيرَ تامٍّ) ومُتباعِدًا قليلًا، كما في حالة الإشارات الطرقيّة؛ حيث تكون زاويتي الإنارة والرَّصد (المُراقَبة) مختلفتين. وبسبب الزَّيغ الكُرويّ فإنّه يوجد أيضًا شُعاع من الخطّ النَّاصِف في مكان تركُّز الأشعّة الوارِدة على مركز سطح عجيزة (مُؤَخَّرة) الكرة. وأخيرًا، إنّ المواد ذات القرينة المُرتفعة لها انعكاسات مُعامِلات فرينِل عالية، وبذلك تقل كفاءة اقتران الضوء الوارد من الوسط المُحيط إلى داخل الكرة كلّما كان المُعامِل عاليًا. تتراوح قرينة السُّبْحَات (الخَرَزات) العاكِسة الرَّجعيّة التِّجاريّة بين حوالي 1,5 (الشكل الشائع للزُّجاج) وصولًا حتّى حوالي 1,9 (شائع بالنسبة لِزُجاج تيتانات الباريوم).
يُمكن حَلّ مُشكلة الزَّيغ الكُرَويّ في عيون القطّ الكرويّة بطرقٍ مُختلفة، منها استخدام تدرُّج قرينة مُتناظِرة كُرَويًّا ضمن الكرة، مثلما هو الحال في تصميم عدسات لونبيرغ. عمليًّا، يمكن تقريب الأمر بواسطة جُملة كرويّة مُتَراكِزة (مُتَّحدة المَركز).
من الشَّائع إلى حدّ ما إضافة طِلاء مَعدِنِيّ في النصف الخلفيّ للكرات العاكِسة الرَّجعيّة بهدف زيادة الانعكاس، وذلك لأنَّ انعكاس الوجه الخلفيّ للكرة غير المَطليّة غير تامّ. وهذا يدلّ على أنَّ الانعكاس المُرجِع يعمل فقط عندما توَجَّه الكرة باتّجاه مُعَيَّن.
هناك شكل آخر من عاكس عيون القطّ المُرجِع، يستخدِم عدسات عاديّة (طبيعيّة) مركَّزة على مِرآة مُتَقَوِّسَة بدلًا من الكرة الشَّفَّافة. رغم ذلك، يبقى هذا الشّكل محدودًا أكثر بمجال زوايا الأشعَّة الوارِدة الَّتي يعكسها خلفيًّا.
اشتُقَّ الاسم «عين القطّ» من تشابُه العاكِس المُرجِع لعين القطّ بالنِّظام البصريّ الّذي يُنتِج الظَّاهِرة المعروفة المُسمَّاة «العيون المُتَوَهِّجة» (glowing eyes) أو بريق العين (eyeshine) عند القطط والفَقَارِيَّات (بحيث أنَّها فقط تعكِس الضَّوء أكثر منه أنَّها تتوهَّج فِعليًّا). تُشَكِّل توليفة العدسة والقرنيّة الجملة العاكسة اللّامَّة (المُجَمِّعة)، بينما يُشَكِّل البساط الشَّفَّاف خلف الشَّبكيَّة المرآة الكرويّة المُقَعَّرة. ولأنَّ وظيفة العين هي تشكيل صورة على الشَّبكيَّة، فهي تقوم بالتركيز على جسم بعيد ذي سطحٍ بُؤْرِيّ (مِحْرَقيّ) يَتبَع تقريبًا انعكاس بِنْيَة البساط الشَّفَّاف،[بحاجة لمصدر] وهذه هي الحالة المَطلوبة لتشكيل انعكاس مُرجِع جَيِّد.